# 5 år
5 år är ett studioalbum från 1968 av Hootenanny Singers.

## Låtlista

### A-Sidan
| Nr | Låt                | Musik                                                                 | Text            | Längd |
| -- | ------------------ | --------------------------------------------------------------------- | --------------- | ----- |
| 1  | Fröken Fredriksson | Tom T. Hall                                                           | Stig Anderson   |       |
| 2  | Mary's Boy Child   | Jester Hairston                                                       | Jester Hairston |       |
| 3  | Elenore            | H.Kaylan - M.Volman - J.Pons - A. Nichol - J.Barbat                   | Stig Anderson   |       |
| 4  | Så länge jag lever | Musik:Joseph Haydn, Johannes Brahms Arr: S.O.Walldoff, Hansi Schwartz | Stig Anderson   |       |
| 5  | Greenback Dollar   | A.Nichol - J.Barbat                                                   | -               |       |
| 6  | Vår egen sång      | Björn Ulvaeus                                                         | Björn Ulvaeus   |       |

### B-Sidan
| Nr | Låt                                              | Musik                | Text          | Längd |
| -- | ------------------------------------------------ | -------------------- | ------------- | ----- |
| 1  | Fåfängans marknad                                | Björn Ulvaeus        | Stig Anderson |       |
| 2  | Den som lever får se (A Banda)                   | C.B. de Hollanda     | Stig Anderson |       |
| 3  | Mamma, pappa och barn (I Don't Wanna Play House) | B:Sherrill, G.Sutton | Stig Anderson |       |
| 4  | Du dansar om sommar'n                            | Björn Ulvaeus        | Björn Ulvaeus |       |
| 5  | Tro mej, tro mej                                 | G.Sutton, G.Richey   | Stig Anderson |       |
| 6  | Love Comes, Love Goes                            | Björn Ulvaeus        | Björn Ulvaeus |       |